# Cantonul Valençay
Cantonul Valençay este un canton din arondismentul Châteauroux, departamentul Indre, regiunea Centru, Franța.

## Comune
- Faverolles
- Fontguenand
- Langé
- Luçay-le-Mâle
- Lye
- Valençay (reședință)
- La Vernelle
- Veuil
- Vicq-sur-Nahon
- Villentrois